# Eparchie Gazireh (Chaldäer)
Die Eparchie Gazireh (lateinisch Eparchia Jazirensis Chaldaeorum) war eine in der heutigen Türkei gelegene chaldäisch-katholische Eparchie mit Sitz in Cizre.

## Geschichte
Die Eparchie Gazireh wurde im Jahre 1553 errichtet. 1957 wurde die Eparchie Gazireh durch Papst Pius XII. aufgelöst und das Territorium wurde den neu errichteten Eparchien Aleppo und Beirut angegliedert.
Im Jahre 1913 lebten im Gebiet der Eparchie Gazireh 6.400 chaldäische Katholiken. Die Eparchie war in elf Pfarreien unterteilt und hatte 17 Priester.

## Bischöfe von Gazireh
- Abdisho IV. Maron, 1553–1555, dann Patriarch von Babylon
- Jab-Alaha, 1556–1567, dann Patriarch von Babylon
- Gabriele Elia, 1567–1600
- Giuseppe, 1600–1635
- Simone Giuseppe, 1636–1672
- Ebed Jesu, 1672–1710
- Giuseppe, 1711–1747
- Giovanni, 1747–1776
- Hnan Jesu, 1785–1826
- Giorgio Pietro de Natali, 1833–1842, dann Bischof von Amida
- Girolamo Paolo Hindi, 1852–1873
- Pierre Eliyya Abo-Alyonan, 1874–1878, dann Patriarch von Babylon
- Filippo Giacomo Abraham OAOC, 1882–1915
- Giordano de Rudder, O.P. 1941–1946